# 大气污染控制工程
大气污染控制工程是一種環境工程。依造污染物的性質，可利用物理、化學或生物的方式去除污染物，一般來說污染物大可區分為粒狀污染物、氣狀污染物，氣狀污染物又可分成有機及無機兩類。
粒狀污染物可利用過濾、慣性力、電極吸引等方式去除。氣狀無機污染物一般是屬於酸鹼氣體，可利用洗滌液（一般用水）將污染物洗刷下來再以酸鹼中和處理；而有機污染物大都是以熱處理或觸媒氧化方式處理，也有部份是用洗滌的方式將污染物洗刷下來，再將洗滌液排入廢水系統做生物處理，或者是將汙染物直接通過生物床直接分解或是用活性碳直接吸附。
一般污染控制設備可分為四個部分，分別是集氣設施（氣罩）、排氣管道、污染防治設備及風車等。